# São Paulo Stock Exchange
São Paulo Stock Exchange (Bovespa) este o bursă din Brazilia, fondată în 1890.